# Алберт Сако
Алберт Сако (на английски: Albert Sacco) e американски астронавт, участник в един космически полет.

## Образование
Алберт Сако завършва гимназия в родния си град. През 1973 г. получава бакалавърска степен по инженерна химия от Североизточния университет на Бостън. През 1975 г. защитава докторат по същата специалност в Масачузетски технологичен институт, Кеймбридж, Масачузетс. През 1989 г. става професор в Политехническия институт на Устър, Масачузетс.

## Служба в НАСА
Алберт Сако е избран за астронавт от НАСА на 6 август 1990 година, Астронавтска група USML-1 (на английски: United States Microgravity Laboratory). Повторно избран на 20 юни 1994 година, астронавтска група USML-2. Участник в един космически полет. Напуска НАСА през ноември 1995 г.

## Полети
| Космически полет на Алберт Сако                                  | Космически полет на Алберт Сако | Космически полет на Алберт Сако | Космически полет на Алберт Сако | Космически полет на Алберт Сако | Космически полет на Алберт Сако      | Космически полет на Алберт Сако |
| №                                                                | Дата                            | КК                              | Емблема на мисията              | Функции                         | Продължителност                      |                                 |
| ---------------------------------------------------------------- | ------------------------------- | ------------------------------- | ------------------------------- | ------------------------------- | ------------------------------------ | ------------------------------- |
| 1                                                                | 25 юни 1992                     | „Колумбия“, мисия STS-73        |                                 | Специалист по полезния товар    | 15 денонощия 21 часа 34 мин. 16 сек. |                                 |
| Сумарно време в космоса – 15 денонощия 21 часа 34 минути 16 сек. |                                 |                                 |                                 |                                 |                                      |                                 |